# Carlo II di Lorena-Vaudémont
Carlo II di Lorena-Vaudémont (Nomeny, 20 aprile 1561 – Parigi, 30 ottobre 1587) è stato un cardinale e vescovo cattolico francese.

## Biografia
Carlo II di Lorena-Vaudémont nacque il 20 aprile 1561 a Nomeny, nella diocesi di Metz, in Francia. Egli era il figlio di Nicola di Lorena, conte di Vaudémont, e della sua seconda moglie, Giovanna di Savoia-Nemours. Egli era inoltre fratello della Regina Luisa, moglie di Re Enrico III di Francia e fu zio del Cardinale Carlo III di Lorena-Vaudémont (1589).
Con l'intento di intraprendere la carriera ecclesiastica, egli si applicò con zelo allo studio della teologia presso l'università gestita dai gesuiti a Pont-à-Mousson.
Quando sua sorella sposò il re di Francia, egli venne chiamato a corte con l'intento di fornirgli in quel luogo una posizione di rilievo, ma egli tornò presto all'università per concludere i propri studi, divenendo abate commendatario di Moissac (dal 1571 al 1580).
Creato cardinale diacono nel concistoro del 21 febbraio 1578, divenne successivamente amministratore apostolico della sede di Toul dal 9 marzo 1580, mantenendo l'amministrazione della sede sino alla propria morte. Egli aveva raggiunto queste cariche anche in merito alla propria opera di squisita dissertazione teologica che aveva tenuto proprio a Pont-à-Mousson, dedicando l'opera a papa Gregorio XIII. Divenuto commendatore dell'Ordine dello Spirito Santo nel 1583, venne eletto vescovo di Verdun il 7 gennaio 1585, ma non prese parte al conclave del 1585 che elesse a pontefice Sisto V. Solo in quell'anno, del resto, ricevette la porpora cardinalizia e l'annessa diaconia di Santa Maria in Domnica dal 24 giugno 1585.
Il 25 novembre 1586 venne ordinato sacerdote nella cattedrale di Verdun e optò successivamente per il titolo presbiterale della Santissima Trinità al Monte Pincio (20 aprile 1587). Non ricevette mai la consacrazione episcopale, in quanto morì il 30 ottobre di quello stesso 1587 a Parigi, venendo quindi sepolto nel monastero dei Cordiglieri (francescani) di Nancy.

## Genealogia episcopale
La genealogia episcopale è:
- Vescovo Jean-Baptiste Tiercelin
- Vescovo Antoine Fournier, C.R.S.
- Cardinale Carlo II di Lorena-Vaudémont

## Ascendenza
|                                |                      |                                 | Genitori                          |  |  | Nonni |  |  | Bisnonni            |  |  | Trisnonni                |  |
|                                |                      |                                 |                                   |  |  |       |  |  | Renato II di Lorena |  |  | Federico II di Vaudémont |  |
|                                |                      |                                 |                                   |  |  |       |  |  | Renato II di Lorena |  |  | Federico II di Vaudémont |  |
|                                |                      | Iolanda d'Angiò                 |                                   |  |  |       |  |  | Renato II di Lorena |  |  |                          |  |
| Antonio di Lorena              |                      |                                 |                                   |  |  |       |  |  | Renato II di Lorena |  |  |                          |  |
|                                |                      | Filippina di Gheldria           | Adolfo di Egmond                  |  |  |       |  |  |                     |  |  |                          |  |
|                                |                      | Filippina di Gheldria           | Adolfo di Egmond                  |  |  |       |  |  |                     |  |  |                          |  |
|                                |                      | Filippina di Gheldria           | Caterina di Borbone-Clermont      |  |  |       |  |  |                     |  |  |                          |  |
| Nicola di Lorena               |                      | Filippina di Gheldria           |                                   |  |  |       |  |  |                     |  |  |                          |  |
|                                |                      | Gilberto di Borbone-Montpensier | Luigi I di Montpensier            |  |  |       |  |  |                     |  |  |                          |  |
|                                |                      | Gilberto di Borbone-Montpensier | Luigi I di Montpensier            |  |  |       |  |  |                     |  |  |                          |  |
|                                |                      | Gilberto di Borbone-Montpensier | Gabriella di La Tour d'Auvergne   |  |  |       |  |  |                     |  |  |                          |  |
| Renata di Borbone-Montpensier  |                      | Gilberto di Borbone-Montpensier |                                   |  |  |       |  |  |                     |  |  |                          |  |
|                                |                      | Chiara Gonzaga                  | Federico I Gonzaga                |  |  |       |  |  |                     |  |  |                          |  |
|                                |                      | Chiara Gonzaga                  | Federico I Gonzaga                |  |  |       |  |  |                     |  |  |                          |  |
|                                |                      | Chiara Gonzaga                  | Margherita di Baviera             |  |  |       |  |  |                     |  |  |                          |  |
| Carlo II di Lorena-Vaudémont   |                      | Chiara Gonzaga                  |                                   |  |  |       |  |  |                     |  |  |                          |  |
|                                | Filippo II di Savoia | Ludovico di Savoia              |                                   |  |  |       |  |  |                     |  |  |                          |  |
|                                | Filippo II di Savoia | Ludovico di Savoia              |                                   |  |  |       |  |  |                     |  |  |                          |  |
|                                | Filippo II di Savoia | Anna di Cipro                   |                                   |  |  |       |  |  |                     |  |  |                          |  |
| Filippo di Savoia-Nemours      | Filippo II di Savoia |                                 |                                   |  |  |       |  |  |                     |  |  |                          |  |
|                                |                      | Claudina di Brosse              | Giovanni II di Brosse             |  |  |       |  |  |                     |  |  |                          |  |
|                                |                      | Claudina di Brosse              | Giovanni II di Brosse             |  |  |       |  |  |                     |  |  |                          |  |
|                                |                      | Claudina di Brosse              | Nicoletta di Châtillon            |  |  |       |  |  |                     |  |  |                          |  |
| Giovanna di Savoia-Nemours     |                      | Claudina di Brosse              |                                   |  |  |       |  |  |                     |  |  |                          |  |
|                                |                      | Luigi I d'Orléans-Longueville   | Francesco I d'Orléans-Longueville |  |  |       |  |  |                     |  |  |                          |  |
|                                |                      | Luigi I d'Orléans-Longueville   | Francesco I d'Orléans-Longueville |  |  |       |  |  |                     |  |  |                          |  |
|                                |                      | Luigi I d'Orléans-Longueville   | Agnese di Savoia                  |  |  |       |  |  |                     |  |  |                          |  |
| Carlotta d'Orléans-Longueville |                      | Luigi I d'Orléans-Longueville   |                                   |  |  |       |  |  |                     |  |  |                          |  |
|                                |                      | Giovanna di Hochberg            | Filippo di Hochberg               |  |  |       |  |  |                     |  |  |                          |  |
|                                |                      | Giovanna di Hochberg            | Filippo di Hochberg               |  |  |       |  |  |                     |  |  |                          |  |
|                                |                      | Giovanna di Hochberg            | Maria di Savoia                   |  |  |       |  |  |                     |  |  |                          |  |
|                                |                      | Giovanna di Hochberg            |                                   |  |  |       |  |  |                     |  |  |                          |  |